# غاري ماغواير
غاري ماغواير (بالإنجليزية: Gary McGuire)‏ (30 سبتمبر 1938 في المملكة المتحدة - ) هو لاعب كرة قدم بريطاني في مركز حراسة المرمى. لعب مع نادي توركي يونايتد وBedford Town F.C. ‏ وهاكواه سيدني سيتي إيست ‏ وهاستينغز يونايتد ‏ وWalthamstow Avenue F.C. ‏.